# Érythrosine
« E127 » redirige ici. Pour les autres significations, voir E127 (homonymie).
L'Érythrosine, aussi appelée E127 et Red N°3, est un colorant synthétique rouge à base d'iode, qui se présente sous forme de sel disodique de l'acide 2,4,5,7-tétraiodofluorescéine. Elle est chimiquement proche de la fluorescéine.
La molécule a été synthétisée pour la première fois par le chimiste Karl Kussmaul en février 1876 à l'Université de Bâle. Commercialisé la même année par Bindschedler & Busch comme teinture pour la laine et la soie, le colorant a été présenté par cette entreprise dans le pavillon suisse à l'Exposition Universelle de 1878 sous le nom d'Éosine bleuâtre, tétraiodfluoroscéine sodium, commercialisé également sous le nom d'Érythrosine,. 
Son pic maximum d'absorbance est de 530 nm dans l'eau. Il est très soluble dans l'eau.
L'Érythrosine B peut être utilisé en tant qu'alternative au bleu trypan, pour colorer les cellules mortes.
Il est utilisé aussi pour colorer les aliments (E127), pour teinter les préparations microscopiques et  médicaments.
En France, l’usage de l'érythrosine comme colorant alimentaire est restreint aux cerises en conserve et cerises décorant les cocktails, mais elle est présente comme colorant dans de nombreux médicaments, notamment les gélules de paracétamol de plusieurs marques (Biogaran, Arrow, EG, etc.). En 2023, l'UFC Que Choisir a dénombré 181 spécialités pharmaceutiques contenant de l'érythrosine.

## Effet sur la santé
Peut causer des difficultés d'apprentissage (syndrome d'hyperactivité).
Risque de sensibilité à la lumière, d'allergiques, notamment asthme, effets chroniques : sensibilisation de la peau, urticaire, prurit.
L'érythrosine pure est nocive par ingestion.
À forte dose : hyperthyroïdie possible, modifications cancéreuses de la thyroïde.
Les effets aigus par ingestion chez l'animal sont une grave intoxication : dépression du système nerveux central (diminution des réflexes et de l'activité motrice), troubles respiratoires, diarrhée.

## Réglementation

### Europe
Les risques liés à la consommation et au contact de l'érythrosine ont été évalués en 1990 par un Comité d'experts conjoints de la FAO et de l'OMS et par le Comité scientifique de l'alimentation humaine de la Commission européenne en 1998. 
En Europe, l'érythrosine, E 127, est autorisé comme additif alimentaire par l'Autorité européenne de sécurité des aliments mais son utilisation est restreinte depuis 2011 uniquement à la coloration de cerises pour cocktails et cerises confites à raison de 200 mg par kg maximum et la coloration de bigarreaux au sirop et pour cocktails à hauteur de 150 mg par kg maximum.
Le colorant E 127 ne peut pas être vendu directement aux consommateurs.
Des produits d'importation peuvent être en infraction avec le règlement européen.

### États-Unis
Aux États-Unis, à la suite de risques d'allergies et de suspicions sur le caractère cancérigène pour l’homme, des études ayant montré qu’il provoquait des cancers chez les rongeurs, ce colorant est interdit depuis 1990 dans les cosmétiques et les médicaments directement appliquables sur la peau,. 
En octobre 2022, 24 associations américaines oeuvrant pour la défense de l'environnement, de la santé publique ou des consommateurs ont signé une pétition demandant l'interdiction aux États-Unis du Red No. 3, l'érythrosine, comme additif dans les aliments et les médicaments à ingérer à cause du risque cancérigène lié à ce produit.
À la suite d'un rapport en 2021 de l'OEHHA, l'Office gouvernemental de l'évaluation des risques sanitaires environnementaux, la Californie adopte en 2023 une loi interdisant à partir de 2027 la fabrication et la distribution de denrées alimentaires contenant de l'érythrosine.
Le 15 janvier 2025, la Food and Drug Administration, l’agence américaine de contrôle alimentaire et pharmaceutique, révoque l'autorisation accordée au colorant Red No. 3. Elle prend en compte la demande de retrait de ce produit demandée par la pétition de 2022. Reconnaissant le risque de cancer, elle applique le principe de précaution déjà en oeuvre depuis 1990 pour les cosmétiques et médicaments appliqués sur la peau.
Cette interdiction concerne environ 2 000 produits alimentaires commercialisés aux États-Unis, des bonbons aux fruits en conserve en passant par les boissons ou des substituts végétariens au bacon.
Les fabricants américains ont un délai de mise en conformité jusqu'au 15 janvier 2027 pour les produits alimentaires et jusqu'au 18 janvier 2028 pour les médicaments. Les denrées importées doivent se conformer aux règles en vigueur aux États-Unis.

### Canada
Au Canada, l'érythrosine est utilisé comme colorant alimentaire dans de nombreuses préparations.